# Streptopelia decaocto
La tórtola turca, también conocida como paloma turca de collar, paloma habanera o tórtola de collar (Streptopelia decaocto) es una especie de ave columbiforme de la familia Columbidae. Es de tamaño regular con una longitud de pico a cola de 32 cm, envergadura alar entre 47 y 55 cm, y peso de 125 a 240 g. Su plumaje en general es de tono beige grisáceo con matices rosados en la cabeza y el pecho. Las plumas de la espalda y las coberteras superiores de las alas son de un color marrón claro, mientras que las de la parte inferior son de un tono gris azulado. Sus primarias presentan un tono más oscuro. Se distingue por una lista negra ribeteada de blanco que rodea los laterales y la parte posterior de su cuello, simulando un collar. El pico es de color negruzco, el iris muestra un tono rojo oscuro, y presenta un fino anillo periocular blanco.
La especie es propia de Eurasia. Originalmente se extendía por el sur de Asia pero ha colonizado rápidamente toda Europa y el norte de África de forma natural, también en Cuba, Norteamérica y Japón donde fue introducida. Comienza a encontrarse en puntos localizados de Sudamérica. En México se la considera como especie exótica invasora encontrándose prácticamente en todo el país. Esta ave se ha adaptado a los espacios urbanos criándose en entornos donde hay árboles y encuentra alimento. Anida casi siempre en árboles prefiriendo las coníferas, a veces en edificios. La UICN2019-1 considera a la especie como de preocupación menor.

## Descripción

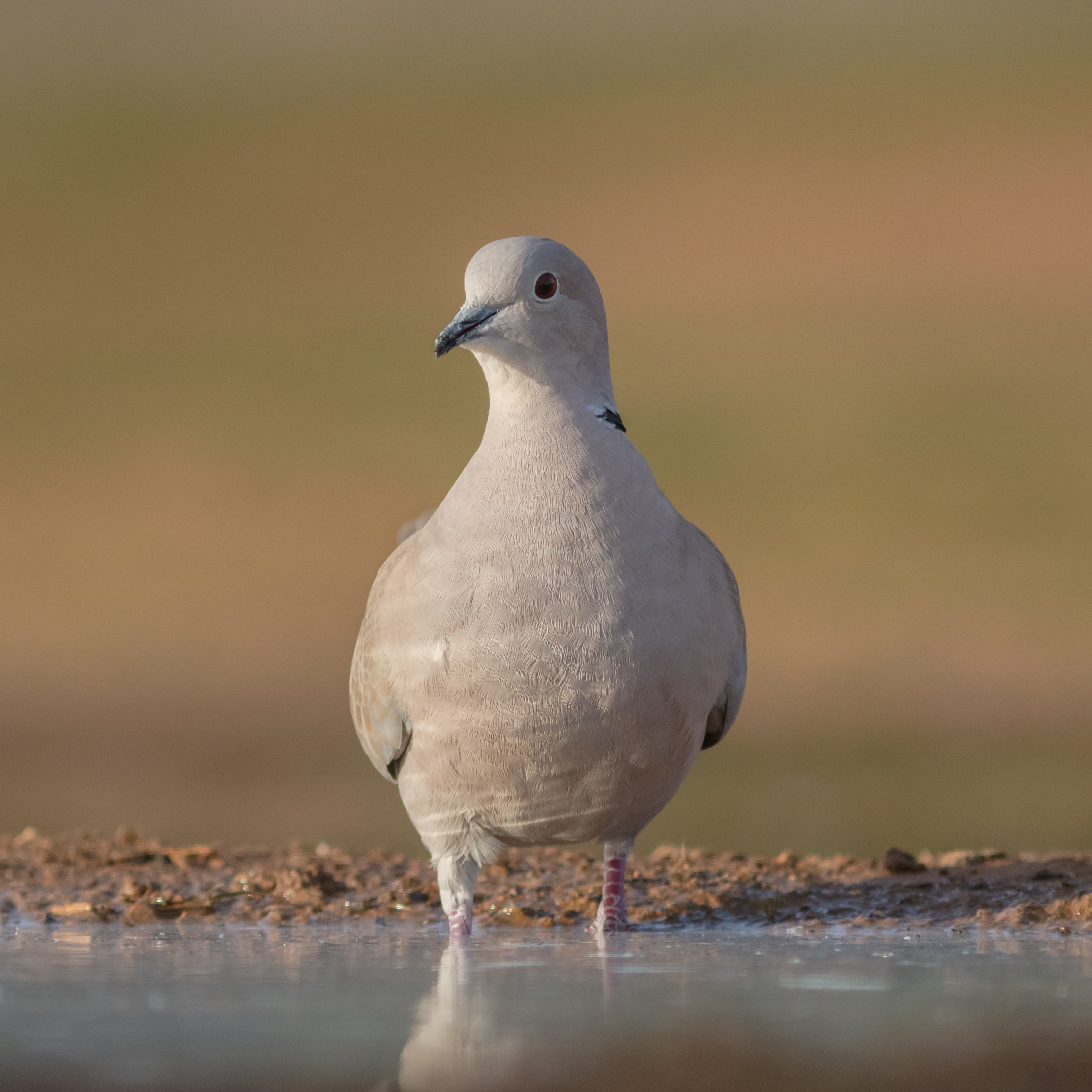
Su plumaje es liso, no escamado como el de otras tórtolas.

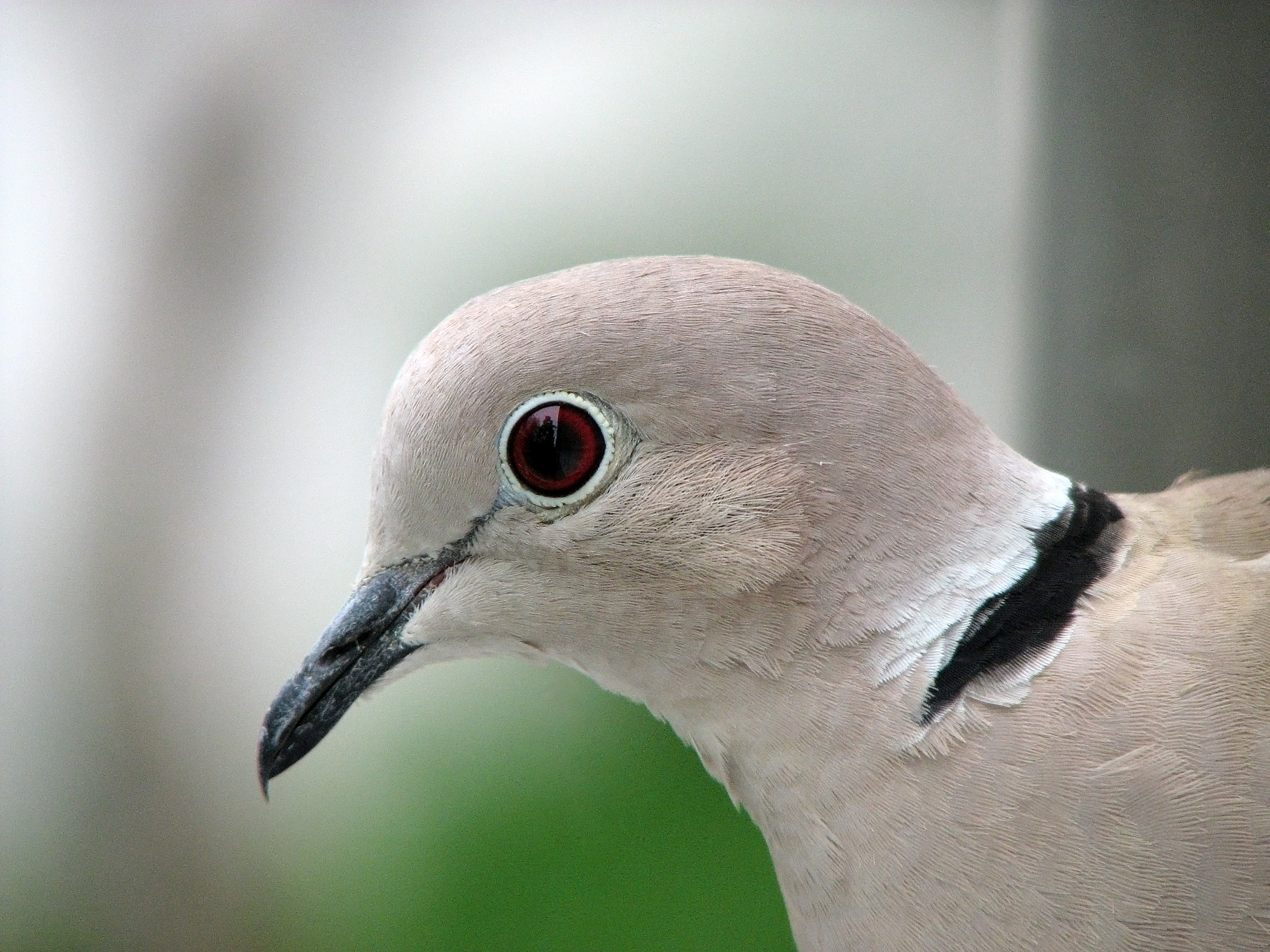
Detalle de la cabeza.

La tórtola turca es una tórtola de tamaño medio, de una longitud total similar a la de la paloma bravía aunque su cola es más larga y es mucho más esbelta. Es un poco mayor que la tórtola europea, con una longitud media de pico a cola de 32 cm, una envergadura alar de entre 47 y 55 cm, y un peso de 125 a 240 g. Su plumaje en general es de color beige grisáceo, con cierto matiz rosado en la cabeza y el pecho. Su espalda y las coberteras superiores de las alas son de tono marrón claro uniforme y las de la parte inferior son gris azuladas, y sus primarias son pardas más oscuras. Presenta una característica lista negra ribeteada de blanco que rodea los laterales y parte posterior de su cuello a modo de collar. Las plumas de su cola son de color anteado grisáceo por encima, mientras que las de la parte inferior tienen la base negra y el resto es gris oscuro con la punta blanca. Las plumas laterales de la cola también tienen su terminación blanquecina por encima. Sus patas son cortas y de color rojizo y su pico es negruzco. El iris de sus ojos es rojo oscuro aunque de lejos parecen negros porque sus pupilas son muy grandes, y presenta un fino anillo periocular blanco. Ambos sexos tienen una apariencia virtualmente indistinguible, aunque los juveniles o no tienen collar, o lo tienen poco desarrollado, y el iris de sus ojos es castaño. Además de la variedad natural en cautividad se crían tórtolas blancas. 
La tórtola turca se diferencia principalmente de la tórtola europea por su plumaje liso, que carece del patrón de color escamado característico de esta última.

## Taxonomía

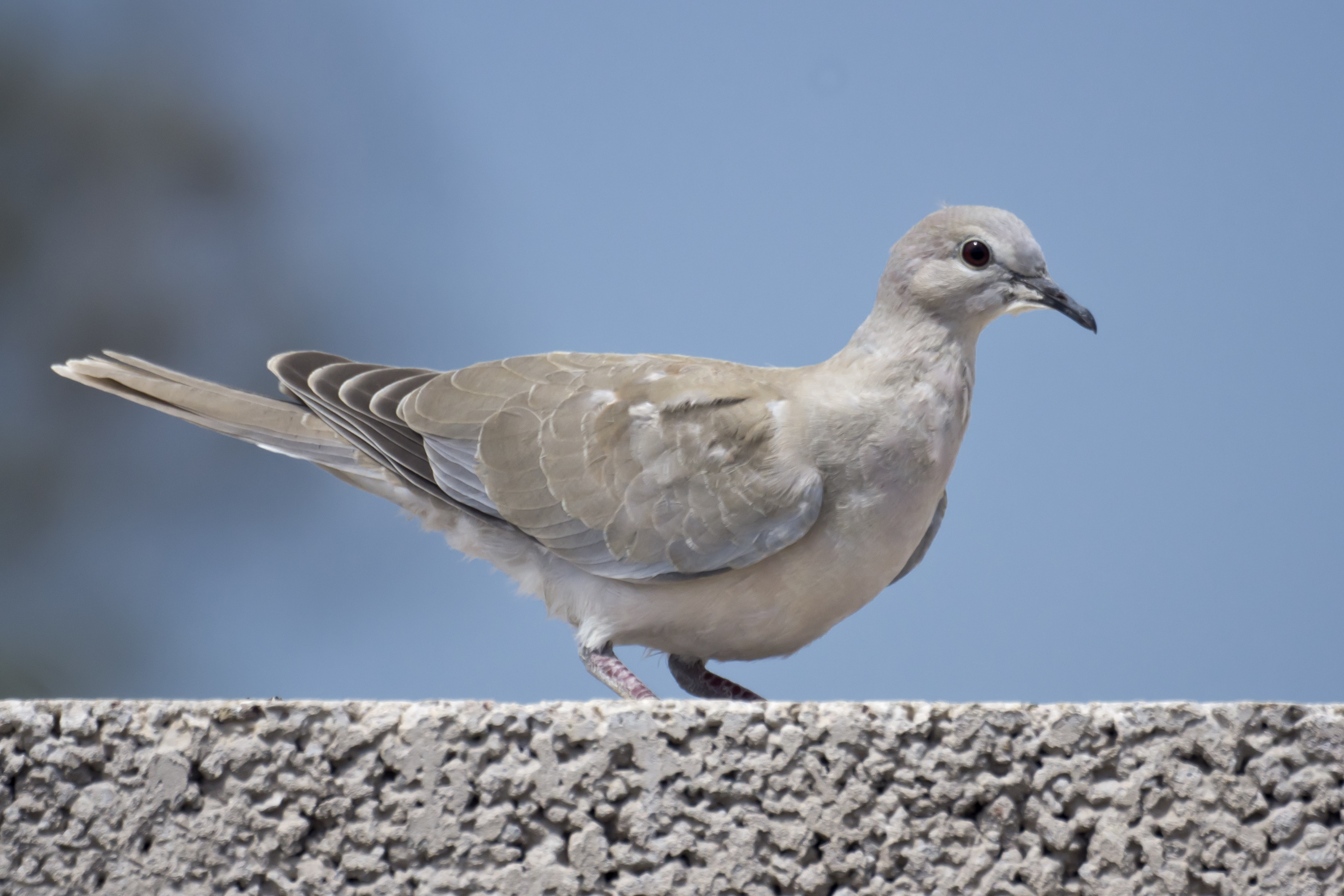
Juvenil antes de la formación del collar, en Gran Canaria.

La tórtola turca fue descrita científicamente por el naturalista húngaro Imre Frivaldszky en 1838, como Columba decaocto, Posteriormente fue trasladada al género Streptopelia creado por Charles Lucien Bonaparte en 1855. Está cercanamente emparentada con la tórtola bicollar del sudeste asiático y la tórtola rosigrís del África subsahariana, con las que forma una superespecie.
Se reconocen dos subespecies de tórtola turca:
- Streptopelia decaocto decaocto - se extiende de Europa a Corea y el oeste de China;
- Streptopelia decaocto xanthocycla - alrededor del sudeste asiático, Birmania y este de China. Tiene el anillo ocular amarillo en lugar de blanco.[11]

El nombre de su género, Streptopelia, es de etimología griega, consiste en la combinación de las palabras στρεπτός (streptos) que significa «cadena» y πέλεια (pelia) «paloma», en referencia a la lista negra de su cuello. En cambio, su nombre específico es la latinización de la palabra griega que significa dieciocho, en alusión a un mito griego sobre una joven criada que pidió a los dioses ser liberada porque su duro trabajo solo era remunerado con 18 monedas al año, y se le concedió su deseo convirtiéndola en tórtola, que en su arrullo recordaría el número para siempre.

## Distribución y expansión

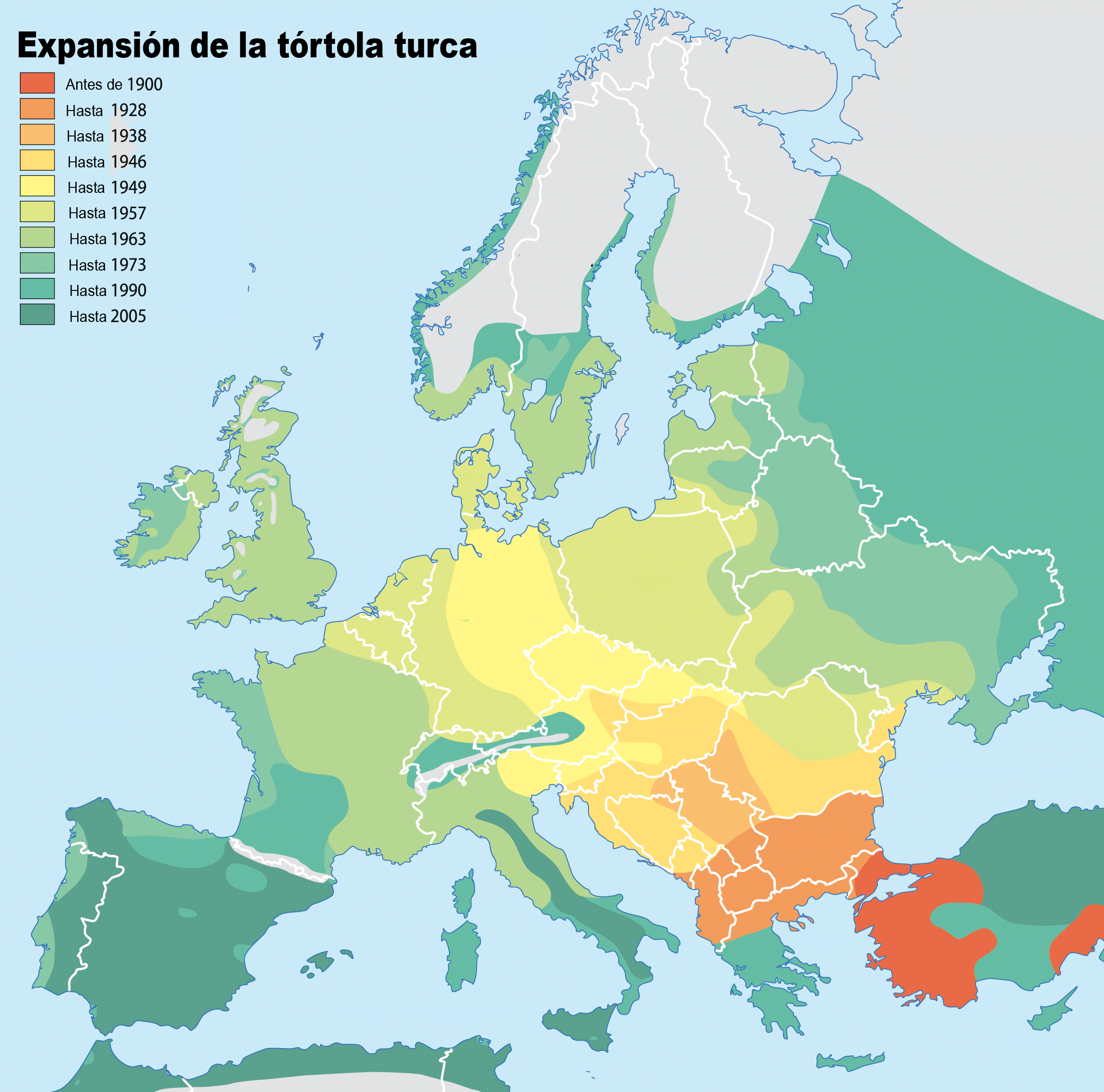
Mapa temporal de la expansión de la tórtola turca por Europa.

La tórtola turca es sedentaria, pero es muy dispersiva. En el siglo XX la tórtola turca ha protagonizado una de las mayores colonizaciones realizadas por aves. Su área de distribución original a finales del siglo XIX era las regiones templadas y subtropicales de Asia, desde Turquía hasta el sur de China, incluido todo el subcontinente indio y Ceilán. En 1838 se registró por primera vez en Bulgaria, pero no empezaría a extenderse por toda Europa hasta el comienzo del siglo XX, apareciendo en otras partes de los Balcanes entre 1900 y 1920, y extendiéndose rápidamente hacia el noroeste, alcanzando Alemania en 1945, Gran Bretaña alrededor de 1953 (registrándose su reproducción allí por primera vez 1956), Irlanda en 1959, y las islas Feroe a comienzos de los años 1970. Tras esta rápida dispersión en dirección noroeste fue ampliando su expansión en todas direcciones, al norte llegó hasta el círculo ártico en Noruega, hasta los montes Urales en Rusia, y también colonizó el Mediterráneo. Llegó a España en el año 1960, ocupando inicialmente Asturias, desde donde colonizó el resto de la península ibérica. También colonizó las regiones costeras del norte de África, desde Marruecos hasta Egipto, a finales del siglo XX, llegando a alcanzar las islas Canarias. Además en Asia se extendió hasta el noreste de China, y también colonizó algunas partes de Japón (probablemente introducida). Ha conseguido alcanzar Islandia como divagante (41 registros hasta 2006), aunque no ha conseguido establecerse allí.

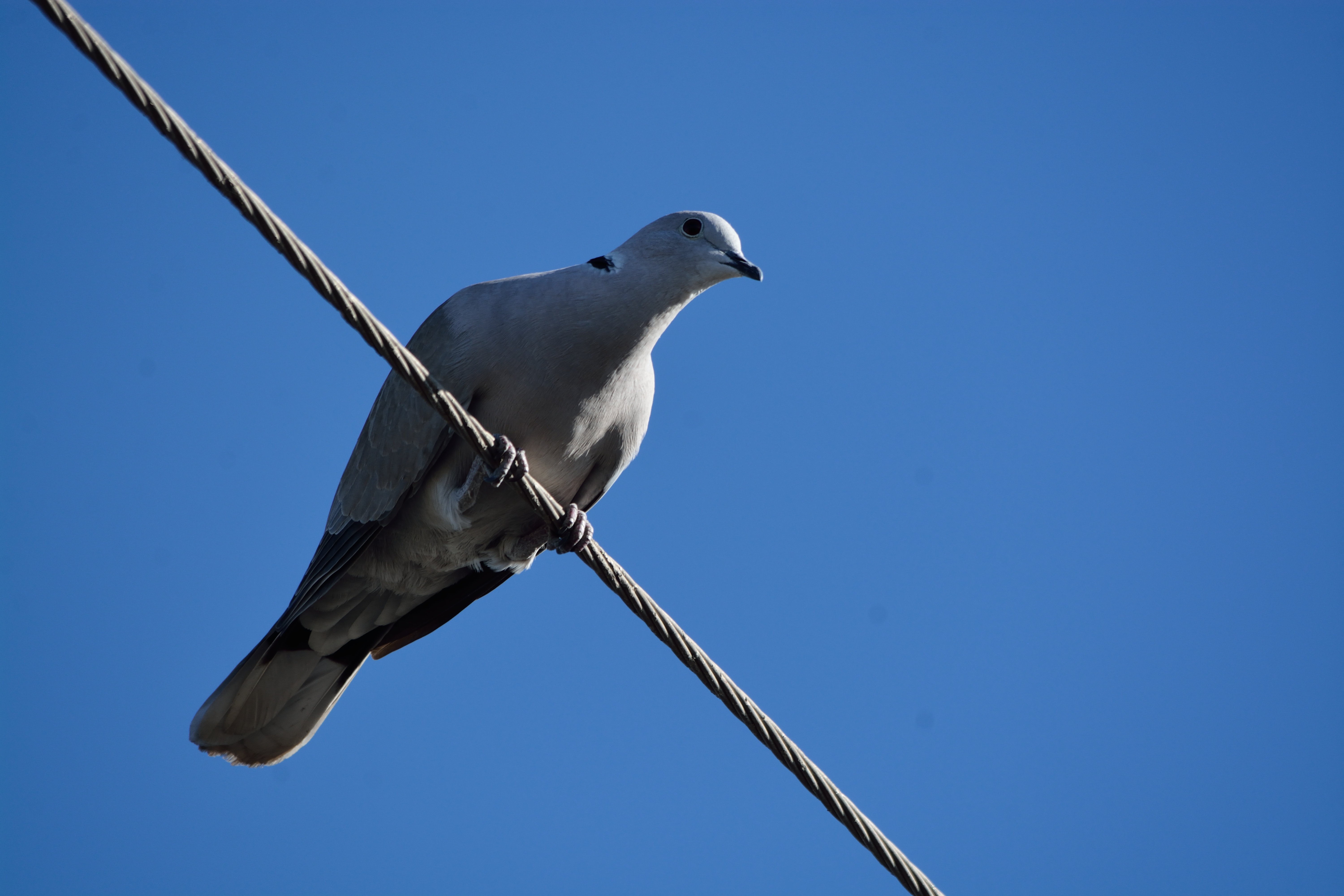
Tórtola turca en Hermosillo, Sonora, México.

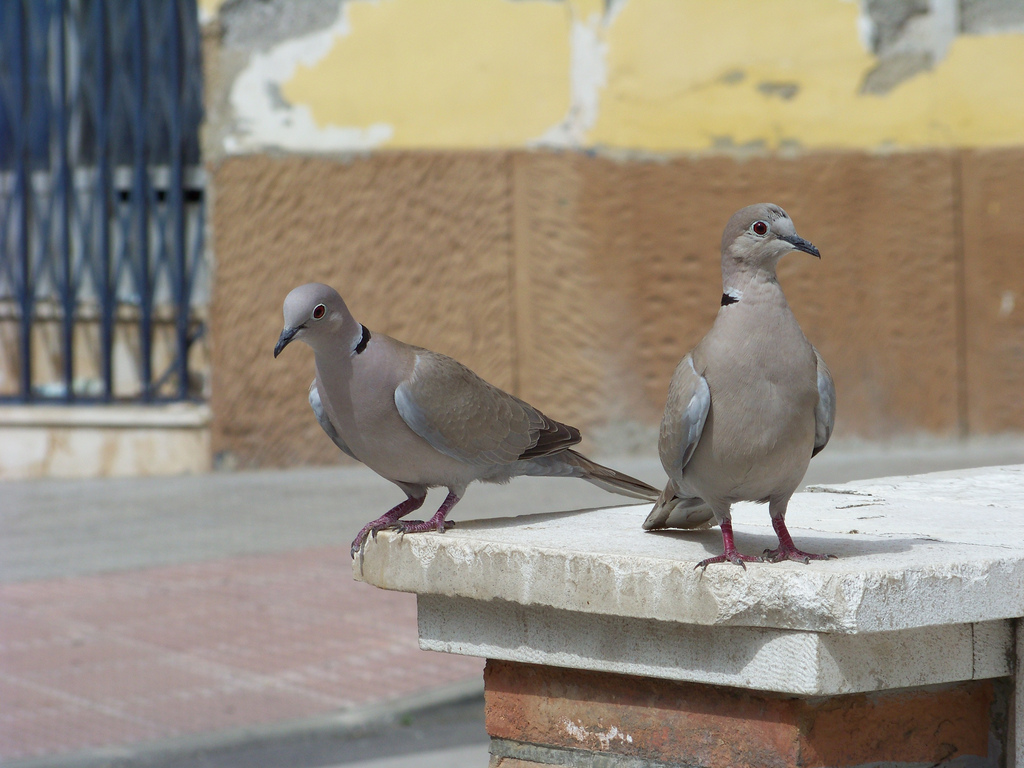
En el barrio de La Victoria en Málaga.

La tórtola turca fue introducida en Bahamas a mediados de la década de 1970, desde donde alcanzó Florida alrededor de 1982. Así se convirtió en una especie invasora que se extendió rápidamente por la mayor parte de Norteamérica. Aunque su principal bastión norteamericano todavía son las costas del Golfo de México, se extiende desde Puerto Escondido y Tehuantepec en Oaxaca y California, hasta Alaska, Alberta, el borde de los Grandes Lagos y Nueva Escocia. Su relativamente temprana presencia en la zona de Cancún indica que pudo llegar a través del mar. Algunas de las dispersiones más distantes pueden haberse debido a nuevos escapes locales de tórtolas en cautividad. Se desconoce su impacto sobre las especies nativas, aunque parece ocupar el nicho ecológico de la zenaida huilota y la paloma bravía (esta última también invasora en Norteamérica). En Arkansas (EE. UU.) la tórtola turca se registró por primera vez en 1989, y desde entonces se ha extendido ocupando 42 de sus 75 condados. Su dispersión desde el extremo sureste del estado en 1997 al extremo noroeste se produjo en cinco años, cubriendo una distancia de 500 km, lo que supone una tasa de 100 km por año. Esta tasa es más del doble de los 45 km por año registrados en su expansión por Europa.

## Comportamiento

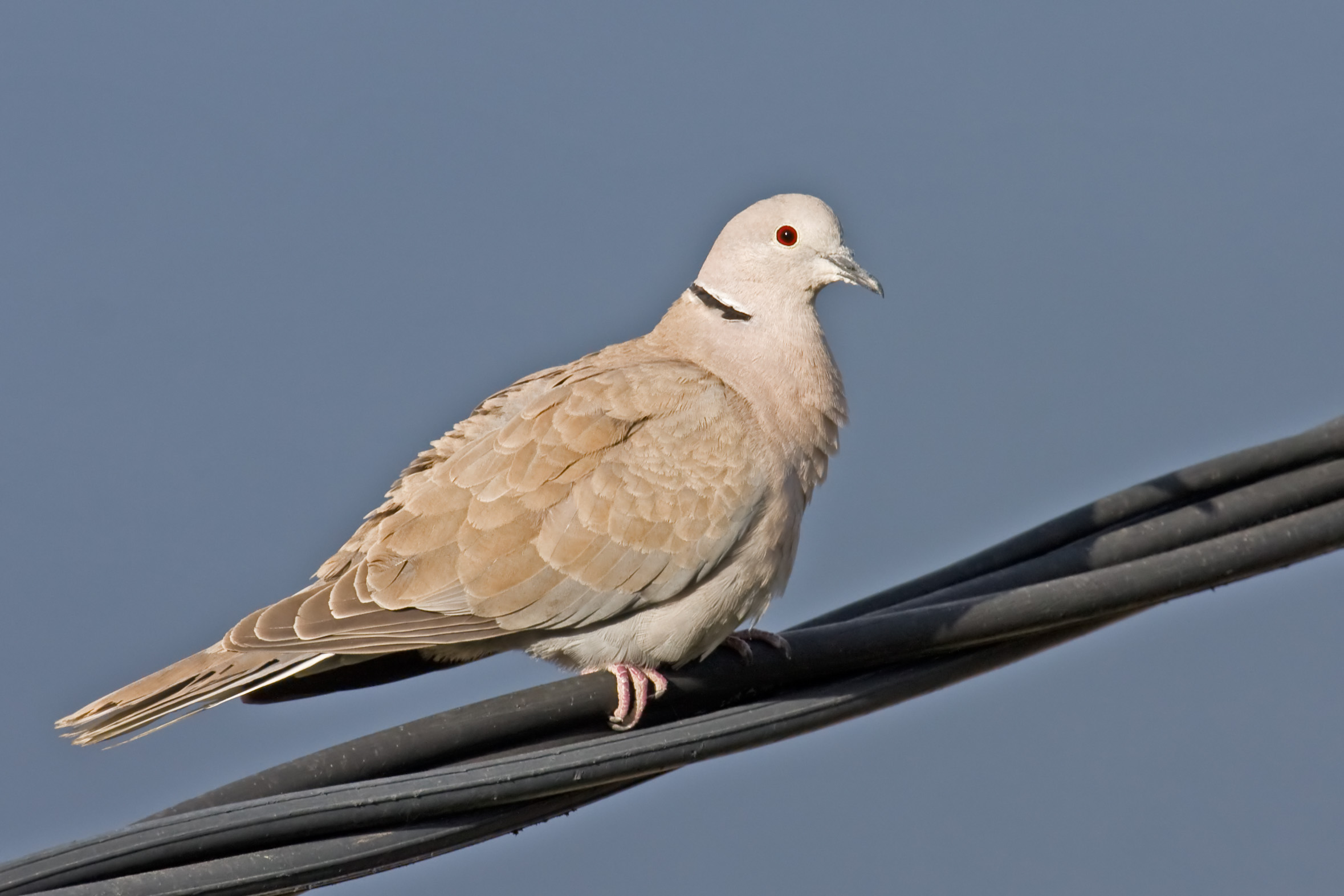
Se adapta con facilidad a los espacios urbanos.

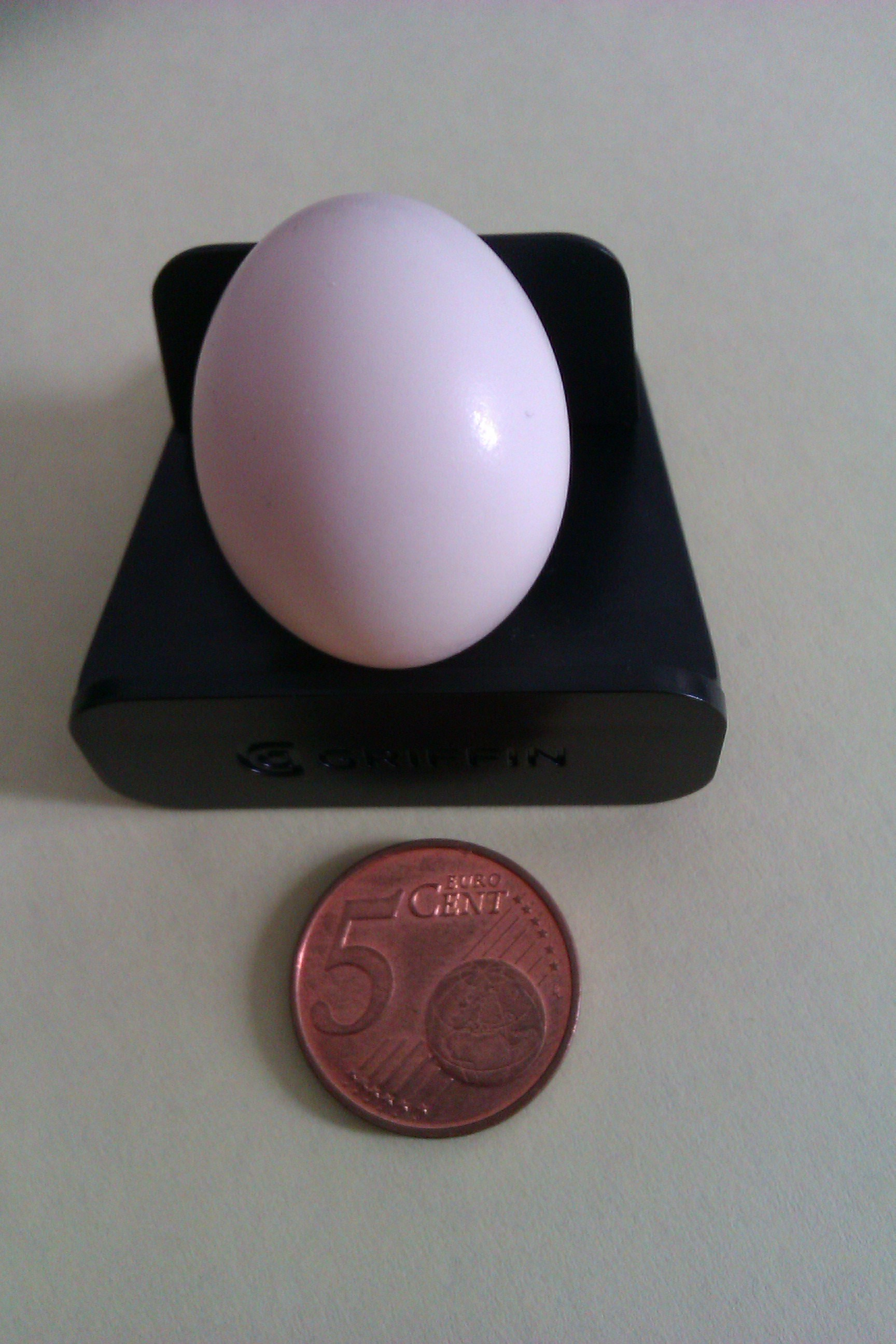
Huevo de tórtola turca comparado con el tamaño de una moneda de 5 céntimos de Euro.

La tórtola turca no es un ave recelosa y se ha adaptado a los espacios urbanos. Aunque es habitual encontrarlas en solitario o en parejas, es una especie gregaria, pudiendo llegar a concentrarse en grandes bandadas en lugares donde abunda el alimento. Estas bandadas están compuestas por un número de tórtolas que va desde diez o quince, hasta más de 10 000. Su dieta natural se compone básicamente de semillas, brotes e insectos. Pueden verse tórtolas alimentándose en los parques y los jardines de las casas, incluso visitando los comederos de aves. Las mayores concentraciones generalmente se encuentran alrededor de las granjas donde se deja grano caído o se alimenta con él al ganado. 

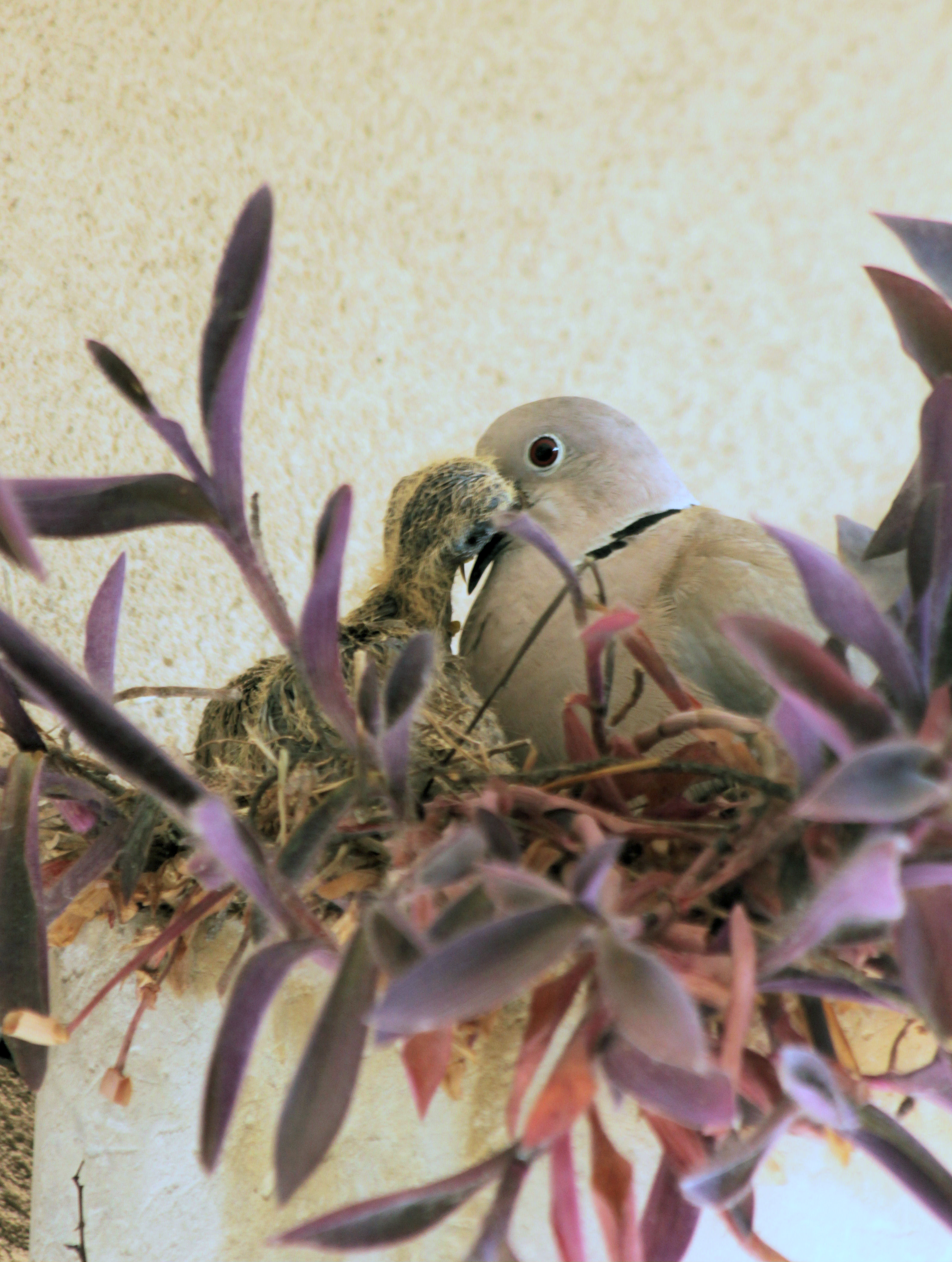
Adulto alimentando a su pichón en un nido situado en un macetero.

Las tórtolas turcas suelen criar en el entorno urbano donde haya árboles y encuentran alimento. El cortejo del macho consiste en una exhibición de vuelo, como en muchos otros colúmbidos, en la que realiza un ascenso rápido casi vertical seguida por un descenso planeando en círculos, manteniendo las alas bajo su cuerpo en forma de "V" invertida. 
La tórtola turca anida casi siempre en árboles, de entre los que prefiere las coníferas, y a veces en edificios. El nido es una plataforma tosca de ramitas, en algunas ocasiones tapizadas con material vegetal más suave. Casi todos sus nidos se encuentran a menos de un kilómetro de los edificios habitados por humanos. La hembra pone dos huevos en días seguidos. La hembra incuba los huevos durante la noche y el macho durante el día. La incubación dura entre catorce y dieciocho días, y los pichones tardan de quince a diecinueve días en emplumar y dejan el nido veintiún días tras la eclosión. La reproducción puede producirse durante todo el año mientras haya alimento disponible, aunque es raro que se produzca en invierno donde estos son fríos, y la mayoría de puestas se realiza de marzo a octubre. Es normal que críen tres o cuatro nidadas cada año y se ha llegado a registrar hasta seis en un año. A las cinco o seis semanas los jóvenes son completamente independientes.